# Airbus A350
L'Airbus A350 és una família d'avions de fuselatge ample de llarg abast i de mida mitjana dissenyada per a competir amb el Boeing 777 i el Boeing 787, i altres models Airbus com l'A330 i l'A340. El primer prototip (MSN1) va realitzar el primer vol el 14 de juny del 2013 a l'aeroport de Tolosa-Blanhac, França,
L'avió està fet d'un 53% de material compòsit en termes de pes.

## Desenvolupament

### Primers dissenys
Quan Boeing va fer públic el seu projecte 787 Dreamliner, va afirmar que el baix cost d'explotació d'aquest avió el convertiria en una amenaça seriosa per l'Airbus A330. Airbus va desmentir aquesta afirmació públicament, declarant que no calia una resposta al 787 perquè el Dreamliner era ell mateix una resposta a l'A330.
Les companyies aèries van incitar Airbus a produir un competidor, ja que Boeing s'havia compromès a què el 787 consumís un 20% menys de combustible que els seus equivalents actuals. Al principi, Airbus va proposar un simple derivat de l'A330, anomenat oficiosament 'A330-200Lite', amb una aerodinàmica millorada i motors similars als del 787. Les companyies aèries no van estar-ne satisfetes i Airbus va destinar 4.000 milions d'euros a desenvolupar un nou disseny - l'A350. La versió original de l'A350 s'assembla superficialment a l'A330 a causa de l'estructura i l'assamblatge del fuselatge. Un nou tipus d'ala, uns nous motors i un estabilitzador horitzontal nou, juntament amb nous materials composts i mètodes de producció aplicats al fuselatge faran de l'A350 una aeronau gairebé nova.
El 16 de setembre del 2004, l'aleshores president i director executiu d'Airbus Noël Forgeard va confirmar que s'estava analitzant un nou projecte, però no va donar cap nom de projecte ni va explicar si es tractava d'un disseny completament nou o la modificació d'un producte existent. Forgeard va indicar que Airbus acabaria la fase de concepció a finals del 2004, començaria a treballar amb les companyies aèries a principis del 2005 i intentaria llançar el nou programa de desenvolupament a finals d'aquest any.
El 10 de desembre del 2004, les directives d'EADS i BAE Systems, aleshores accionistes d'Airbus, van donar a Airbus un "permís d'oferta" i van donar al projecte el nom d'A350.
El 6 d'octubre del 2005 es va anunciar el llançament industrial complet del programa, amb un cost estimat de desenvolupament d'uns 3.500 milions d'euros. Aquesta versió de l'A350 havia de ser un avió de fuselatge ample bimotor amb 250-300 places, derivat del disseny de l'A330. Segons aquest concepte, l'A350 tindria unes ales modificades i nous motors, però mantindria l'estructura del fuselatge del seu predecessor. De manera controvertida, el fuselatge havia d'estar fet principalment d'Al-Li en lloc del CFRP usat al Boeing 787. Havia d'arribar al mercat el 2010 en dues versions; l'A350-800, capaç de volar 8.800 milles nàutiques (16.300 km) amb capacitat per 253 persones en una configuració de tres classes; i l'A350-900, amb 300 places i un abast de 7.500 milles nàutiques (13.890 km). Havia de ser un competidor directe del 787-9 i el 777-200 ER.
Airbus va rebre les crítiques quasi immediates dels caps de dos dels seus principals compradors, la ILFC i la GECAS. El 28 de març del 2006, devant de centenars d'executius punters de les companyies aèries, Steven F. Udvar-Hazy de la IFLC va carregar contra l'estratègia d'Airbus a l'hora de dur al mercat el que ell veia com a "una reacció de primers auxilis al 787", un sentiment compartit pel president de la GECAS, Henry Hubschmann. Udvar-Hazy va incitar Airbus a crear un disseny nou de trinca, o arriscar-se a perdre gran part del mercat a Boeing.
Uns dies més tard, el director executiu de Singapore Airlines Chew Soon Seng va fer uns comentaris similars. Va declarar que "havent treballat per dissenyar unes ales, cua i cabina noves", i afegint-hi nous materials sofisticats, Airbus "hauria d'haver anat fins al final i dissenyar un nou fuselatge." En aquell temps, Singapore Airlines estava analitzant la possibilitat de comandar avions A350 o 787.
Airbus va respondre declarant que estaven considerant millores en l'A350 per satisfer els desitjos dels compradors. Al mateix temps, l'aleshores director executiu d'Airbus Gustav Humbert va indicar que no hi hauria solucions ràpides, declarant que "la nostra estratègia no depèn del proper parell de campanyes, sinó d'una vista a llarg terme del mercat i la nostra capacitat de complir les promeses."
El 14 de juny del 2006, Singapore Airlines va anunciar que havien elegit el 787 en lloc de l'A350, i va comandar vint 787-9. Emirates va decidir no fer una comanda de la versió inicial de l'A350 a causa del que veia com a punts febles del disseny de l'avió.

### XWB
Com a resultat d'aquestes crítiques, Airbus va començar a mitjans del 2006 una revisió important del concepte de l'A350. El nou A350 proposat havia de ser un competidor més seriós del Boeing 777 i d'alguns models de Boeing 787, amb un fuselatge més ample capaç d'acomodar nou passatgers per filera en classe econòmica. L'A330 i els anteriors dissenys d'A350 només podien acomodar vuit passatgers per filers en configuració normal. El 787 pot acomodar vuit o nou passatgers per filera (o fins i tot deu en certs casos). Hi va haver especulació que el nou model es diria A370 o A280, i Airbus va arribar a publicar per accident un anunci de l'avió al web del Financial Times que s'hi referia amb el nom "A280". Nogensmenys, al Saló de l'Aeronàutica de Farnborough del 2006, Airbus va anunciar que el nou disseny d'avió es diria A350 XWB (Xtra Wide Body).
Airbus va aconseguir la primera venda del redissenyat A350 quatre dies després de presentar-lo, quan Singapore Airlines va anunciar la compra de vint A350 XWB amb una opció per comprar-ne vint més. Chew Choon Seng va declarar en un comunicat que "és encoratjador saber que Airbus ha escoltat les línies aèries i ha creat un disseny totalment nou per l'A350."
Més endavant, el 2006, es va posposar una decisió sobre el llançament formal a causa de retards en l'Airbus A380 i disputes sobre com es finançaria el desenvolupament. El director executiu d'EADS Thomas Enders va declarar que el programa A350 no era una certesa, referint-se als recursos limitats d'EADS/Airbus. L'1 de desembre del 2006, la directiva d'EADS va arribar a un acord pel llançament industrial de la sisena versió de l'A350, traient-ne el finançament principalment del flux de caixa. Es preveu que la primera entrega de l'A350-900 tingui lloc a mitjans del 2013, i que el -800 i el -1000 arribin un i dos anys després, respectivament. En una roda de premsa el desembre del 2006, es van revelar uns quants nous detalls tècnics del disseny de l'A350 XWB, però no es van anomenar nous compradors i John Leahy va indicar que les comandes existents estaven sent renegociades a causa d'un augment del preu en comparació amb els A350 originals.
El gener del 2007, Airbus va anunciar que la Pegasus Aviation Finance Company havia fet la primera comanda en ferm de l'A350 XWB, amb la compra de dos avions, tot i que no se'n va especificar el model.
L'A350 té un diàmetre de fuselatge més ample que el de l'A350 original, que estava basat en l'estàndard de fuselatge ample d'Airbus. Des del punt de vista d'un passatger assegut, la cabina és 13 centímetres més ampla a l'altura dels ulls que la del Boeing 787, i 28 centímetres més estreta que la del Boeing 777, el seu altre competidor. Tots els models tindran un abast de com a mínim 8.000 milles nàutiques (15.000 km).
L'avió téà una velocitat de creuer d'aproximadament mach 0,85, similar a la dels Boeing 747 i 787. Airbus afirma que el cost d'explotació per passatger serà un 25% menor a la dels altres competidors i un 8% menor al del 787. L'A350 tindrà una cabina igual a la de l'A380. L'A350 tindrà grans finestres i tindrà una pressió equivalent a la que hi ha a 6.000 peus (1.830 metres) o inferior amb una humiditat de l'aire d'almenys 20%.
Durant el Saló de l'Aeronàutica de París del 2007, Airbus va aconseguir comandes en ferm de 141 A350 XWB.

## Disseny
El setembre del 2007, Airbus va revelar nous avenços en el disseny en una reunió de representants de compradors actuals i potencials de l'XWB. L'A350 XWB es basarà en tecnologies creades per l'A380 i tindrà una configuració similar de la cabina i de control per senyals elèctrics. Airbus afirma que un 52% de l'avió estarà fet de materials composts, un 20% de titani i un 7% d'acer. En el Boeing 787, la proporció és de 50% de materials composts, un 20% d'alumini, un 15% de titani i un 10% d'acer. Airbus espera aturar el disseny a l'octubre del 2008, i preveu un cost de manteniment un 10% menor al d'avions competidors.
Airbus afirma que el nou disseny millora l'atmosfera de la cabina, amb un 20% d'humiditat, una pressurització a 6.000 peus i una gestió de flux que adapta el flux d'aire de la cabina al nombre de passatgers.

## Ordres de compra i entregues
En novembre de 2019 Airbus havia rebut 959 comandes de A350s de 51 companyies de tot el mon, i 331 A350 naus estaven en servei en 33 operadors.
Dades actualitzades fins al 30 de novembre de 2018.

## Fitxa tècnica
Especificacions provisionals obtingudes d'Airbus, i Flight Global:
| Model                           | A350-800                          | A350-900                          | A350-1000                         |
| ------------------------------- | --------------------------------- | --------------------------------- | --------------------------------- |
| Tripulació de la cabina         | Dos                               | Dos                               | Dos                               |
| Passatgers                      | 270 3 classes 312 2 classes       | 314 3 classes 366 2 classes       | 350 3 classes 412 2 classes       |
| Longitud                        | 60,54 m                           | 66,89 m                           | 73,88 m                           |
| Envergadura                     | 64,8 m                            | 64,8 m                            | 64,8 m                            |
| Àrea de les ales                | 443 m²                            | 443 m²                            | 443 m²                            |
| Angle de les ales               | 35°                               | 35°                               | 35°                               |
| Alçada                          | 17,05 m                           | 17,05 m                           | 17,05 m                           |
| Diàmetre del fuselatge          | 5,96 m                            | 5,96 m                            | 5,96 m                            |
| Amplada de la cabina            | 5,61 m                            | 5,61 m                            | 5,61 m                            |
| Capacitat de càrrega            | 28 LD3                            | 36 LD3                            | 44 LD3                            |
| Pes màxim a l'enlairament       | 259.000 kg                        | 268.000 kg                        | 298.000 kg                        |
| Velocitat de creuer             | .85 Mach (903 km/h a 40.000 peus) | .85 Mach (903 km/h a 40.000 peus) | .85 Mach (903 km/h a 40.000 peus) |
| Velocitat de creuer màxima      | .89 Mach (945 km/h a 40.000 peus) | .89 Mach (945 km/h a 40.000 peus) | .89 Mach (945 km/h a 40.000 peus) |
| Abast, carregat                 | 8.300 mn (15.400 km)              | 8.100 mn (15.000 km)              | 8000 mn (14.800 km)               |
| Capacitat màxima de combustible | 129.000 L                         | 138.000 L                         | 156.000 L                         |
| Sostre                          | 43.100 peus (13.100 m)            | 43.100 peus (13.100 m)            | 43.100 peus (13.100 m)            |
| Motors (2×)                     | Rolls-Royce Trent XWB             | Rolls-Royce Trent XWB             | Rolls-Royce Trent XWB             |
| Màxima potència                 | 351 kN                            | 374 kN                            | 431 kN                            |